# تاكو بل
تاكو بل سلسلة مطاعم أمريكية للأكل المكسيكي بدأت في عام 1962م.

## وصلات خارجية
- الموقع الرسمي